# Ben MacDougall
Pour les articles homonymes, voir MacDougall.

a Compétitions nationales et continentales officielles uniquement.

b Matchs officiels uniquement.
Dernière mise à jour le 28 octobre 2021.
Benjamin MacDougall, est né le 25 mai 1977 à Sydney (Australie). C’est un joueur de rugby à XIII et rugby à XV, ayant représenté l'équipe d'Écosse en 2006. Il évolue au poste de centre (1,93 m et 93 kg).

## Carrière

### En club

#### Rugby à XIII
- 1998 : Western Suburbs Magpies  Australie
- 2000 : Newcastle Knights  Australie
- 2001-2002 : Northern Eagles  Australie
- 2003 : Manly-Warringah Sea Eagles  Australie
- 2004 : Melbourne Storm  Australie
- 2008 : Melbourne Storm  Australie

#### Rugby à XV
- 2004-2005 : Édimbourg Rugby  Écosse
- 2005-2007 : Border Reivers  Écosse
- 2010-2012 : London Scottish  Angleterre

Participation à des épreuves européennes :
- 2004-2005 : Coupe d'Europe de rugby avec Édimbourg
- 2005-2007 : Challenge européen avec les Border Reivers

### En équipe nationale
Il a eu sa première cape internationale le 12 février 2006 à l’occasion d’un match contre l'équipe du Pays de Galles.

## Palmarès
- 2 sélections
- Sélections par années :  2 en 2006
- Tournoi des Six Nations disputé: 2006.